# Tiro con l'arco ai V Giochi paralimpici estivi
Per il tiro con l'arco ai Giochi paralimpici estivi di Toronto 1976 furono assegnati 18 titoli (12 maschili e 6 femminili).

## Nazioni partecipanti
- Australia (7)
- Belgio (7)
- Canada (9)
- Corea del Sud (2)
- Danimarca (2)
- Egitto (2)
- Finlandia (7)
- Francia (7)
- Germania Ovest (14)
- Giappone (5)
- Gran Bretagna (13)
- Guatemala (2)
- Hong Kong (1)
- Indonesia (1)
- Irlanda (1)
- Italia (3)
- Lussemburgo (2)
- Messico (2)
- Norvegia (11)
- Nuova Zelanda (3)
- Paesi Bassi (8)
- Spagna (1)
- Svezia (4)
- Svizzera (6)
- Stati Uniti (13)
- Sudafrica (8)

## Medagliere
| Posizione | Paese          | Oro | Argento | Bronzo | Totale |
| --------- | -------------- | --- | ------- | ------ | ------ |
| 1         | Francia        | 4   | 2       | 0      | 6      |
| 2         | Germania Ovest | 3   | 4       | 1      | 8      |
| 3         | Stati Uniti    | 3   | 0       | 3      | 6      |
| 4         | Giappone       | 2   | 0       | 0      | 2      |
| 5         | Norvegia       | 1   | 2       | 1      | 4      |
| 6         | Gran Bretagna  | 1   | 1       | 3      | 5      |
| 7         | Belgio         | 1   | 1       | 0      | 2      |
| 8         | Canada         | 1   | 0       | 1      | 2      |
| 8         | Paesi Bassi    | 1   | 0       | 1      | 2      |
| 8         | Svezia         | 1   | 0       | 1      | 2      |
| 11        | Sudafrica      | 0   | 1       | 1      | 2      |
| 11        | Svizzera       | 0   | 1       | 1      | 2      |
| 13        | Finlandia      | 0   | 1       | 0      | 1      |
| 13        | Corea del Sud  | 0   | 1       | 0      | 1      |
| Totale    | Totale         | 18  | 14      | 13     | 45     |

## Podi

### Gare maschili
| Evento                                  | Oro                                                           | Argento                                           | Bronzo                                                      |
| Round metrico avanzato open             | Germania Ovest - R. Schmidberger                              | Francia - Thore                                   | Germania Ovest - Hohmann                                    |
| Round metrico avanzato open a squadre   | Francia Maraschin A. Piutti Thore                             | Germania Ovest E. Hammel Hohmann R. Schmidberger  | Svezia M. Eden U. Hornlund A. Luks                          |
| Round metrico avanzato tetraplegici A-C | Canada - T. Parker                                            | nessuno                                           | nessuno                                                     |
| FITA round open                         | Belgio - Guy Grun                                             | Germania Ovest - H. Geiss                         | Sudafrica - W. Kokott                                       |
| FITA round a squadre 2-5                | Stati Uniti Jay Brown Patrick Krishner Timothy van der Meiden | Belgio Aime Desal Guy Grun Jozef Meysen           | Paesi Bassi P. Blanker Popke Popkema M. Senders             |
| FITA round tetraplegici A-C             | Paesi Bassi - Hans Pimmelar                                   | Norvegia - Oddbjorn Stebekk                       | Gran Bretagna - Mike James                                  |
| Novizi e tetraplegici a squadre A-C     | Francia J. M. Chapuis A. Galea Malgogne                       | Svizzera Jack Hautle Eugen Schuler Martin Stadler | Stati Uniti Vincent Falardeau Roy Nungester Noreen Vollbach |
| Round Novizi open                       | Francia - J. M. Chapuis                                       | Francia - A. Galea                                | Svizzera - Jack Hautle                                      |
| Round metrico corto open                | Giappone - Shigenobu Hashiguchi                               | Corea del Sud - Yoon Bae Kim                      | Gran Bretagna - Alan Corrie                                 |
| Round metrico corto tetraplegici A-C    | Stati Uniti - West Brownlow                                   | nessuno                                           | nessuno                                                     |
| Round metrico corto a squadre open      | Gran Bretagna G. Anslow Nicky Biggs Alan Corrie               | Finlandia Hugo Illi Veikko Puputti Tauno Valkama  | 'nessuno                                                    |
| Round tetraplegici A-C                  | Norvegia - Casper Caspersen                                   | Gran Bretagna - L. Smith                          | Canada - R. Thibodeau                                       |

### Gare femminili
| Evento                      | Oro                                               | Argento                               | Bronzo                        |
| Round metrico avanzato open | Francia - Mireille Maraschin                      | Norvegia - Karlsen                    | Norvegia - O. Holen           |
| FITA round open             | Svezia - Bodil Elgh                               | Germania Ovest - Anneliese Dersen     | Stati Uniti - Rhonda July     |
| FITA round a squadre 2-5    | Stati Uniti Susan Hagel Rhonda July Sally Staudte | nessuna                               | 'nessuna                      |
| Round Novizi open           | Giappone - Tomoko Yamazaki                        | Sudafrica - R. Alexander              | Stati Uniti - Noreen Vollbach |
| Round metrico corto open    | Germania Ovest - S. Battran                       | Germania Ovest - Waltraud Hagenlocher | Gran Bretagna - Gill Matthews |
| Round tetraplegiche A-C     | Germania Ovest - Liebrecht                        | nessuna                               | nessuna                       |